# 大泛树蛙
大树蛙（学名：Zhangixalus dennysi）为树蛙科張树蛙属的两栖动物。在中国大陆，分布于浙江、安徽、福建、江西、湖南、广东、广西、海南、四川、贵州等地，多生活于山区树林及竹林内以及或田边。该物种的模式产地在中国。

## 保护
本种于2023年被收录入《有重要生态、科学、社会价值的陆生野生动物名录》。